# Казбекова, Меруерт Айткажиевна
Меруерт Айткажиевна Казбекова (каз. Меруерт Айтқажықызы Қазбекова, род. 30 августа 1961, Кокчетав, Казахская ССР, СССР) — казахстанский государственный и политический деятель, кандидат политических наук (2010), депутат Мажилиса Парламента Республики Казахстан (с 2012 года).

## Биография
Родилась в 1961 году в городе Кокчетав.
В 1979 году поступила и 1983 году окончила финансово-кредитный факультет Алматинский институт народного хозяйства по специальности экономист.
В 2007 году окончила кафедру политологии и политического управления Российской академии государственной службы при Президенте Российской Федерации по специальности политолог.
В 2010 году защитила на кафедре политологии и политического управления диссертацию на соискание учёной степени кандидата политических наук на тему «Взаимоотношение власти и оппозиции в условиях политической модернизации России и Казахстана». Научный руководитель: Тимофеева Лидия Николаевна — доктор политических наук, профессор.

### Трудовая деятельность
С 1983 по 1985 годы — инженер государственного страхования Южно-Казахстанской области.
С 1986 по 1989 годы — инженер-экономист, экономист, старший экономист Кокшетауского горисполкома.
С 1991 по 1992 годы — руководитель хозрасчётно-экономической группы в г. Кокшетау.
С 1992 по 2006 годы — директор ТОО «Тлектес», финансовый директор ТОО «АВЗ — 007».
С 1998 по 2002 годы — председатель Акмолинского областного филиала Ассоциации деловых женщин (на общественных началах).
С 2002 по 2006 годы — председатель Центра развития женского предпринимательства (на общественных началах).
С 2006 по 2008 годы — начальник управления Департамента финансов АО НК «Қазақстан темір жолы».
С 2008 года — председатель общественного объединения «Союз женщин-предпринимателей Казахстана».
С 20 января 2012 года по 20 января 2016 года — Депутат Мажилиса Парламента Республики Казахстан V созыва от партии «Ак жол», секретарь Комитета по экономической реформе и региональному развитию.
С 24 марта 2016 года — Депутат Мажилиса Парламента Республики Казахстан VІ созыва, секретарь Комитета по экономической реформе и региональному развитию Мажилиса Парламента Республики Казахстан.

## Награды
- 2001 — Медаль «10 лет независимости Республики Казахстан»
- 2011 — Медаль «20 лет независимости Республики Казахстан»
- 2015 — Медаль «20 лет Конституции Республики Казахстан»
- 2016 — Медаль «25 лет независимости Республики Казахстан»
- 2016 — Орден Курмет (13 декабря 2016 года)[4][5]
- Награждена Почётной грамотой Республики Казахстан и Благодарственным письмом президента Республики Казахстан.
- 2018 — Медаль «20 жыл Астана» (27 июня 2018 года).